# Đội tuyển bóng đá quốc gia Latvia
Đội tuyển bóng đá quốc gia Latvia (tiếng Latvia: Latvijas futbola izlase) là đội tuyển cấp quốc gia của Latvia do Liên đoàn bóng đá Latvia quản lý.
Trận thi đấu quốc tế đầu tiên của đội tuyển Latvia là trận gặp đội tuyển Estonia vào năm 1922. Đội đã một lần tham dự Giải vô địch bóng đá châu Âu vào năm 2004 với tư cách là một quốc gia độc lập. Tại giải năm đó, đội chỉ giành được một điểm sau khi hòa Đức và thua Cộng hòa Séc và Hà Lan, do đó phải dừng bước ở vòng bảng.

## Thành tích tại giải vô địch thế giới
- 1930 đến 1934 - Không tham dự
- 1938 - Không vượt qua vòng loại
- 1950 đến 1990 - Không tham dự, là một phần của Liên Xô
- 1994 đến 2022 - Không vượt qua vòng loại

## Thành tích tại giải vô địch châu Âu
| Năm           | Thành tích                             | Thứ hạng                               | Số trận                                | Thắng                                  | Hòa                                    | Thua                                   | Bàn thắng                              | Bàn thua                               |
| ------------- | -------------------------------------- | -------------------------------------- | -------------------------------------- | -------------------------------------- | -------------------------------------- | -------------------------------------- | -------------------------------------- | -------------------------------------- |
| 1960 đến 1992 | Không tham dự, là một phần của Liên Xô | Không tham dự, là một phần của Liên Xô | Không tham dự, là một phần của Liên Xô | Không tham dự, là một phần của Liên Xô | Không tham dự, là một phần của Liên Xô | Không tham dự, là một phần của Liên Xô | Không tham dự, là một phần của Liên Xô | Không tham dự, là một phần của Liên Xô |
| 1996 đến 2000 | Không vượt qua vòng loại               | Không vượt qua vòng loại               | Không vượt qua vòng loại               | Không vượt qua vòng loại               | Không vượt qua vòng loại               | Không vượt qua vòng loại               | Không vượt qua vòng loại               | Không vượt qua vòng loại               |
| 2004          | Vòng 1                                 | 14/16                                  | 3                                      | 0                                      | 1                                      | 2                                      | 1                                      | 5                                      |
| 2008 đến 2024 | Không vượt qua vòng loại               | Không vượt qua vòng loại               | Không vượt qua vòng loại               | Không vượt qua vòng loại               | Không vượt qua vòng loại               | Không vượt qua vòng loại               | Không vượt qua vòng loại               | Không vượt qua vòng loại               |
| 2028          | Chưa xác định                          | Chưa xác định                          | Chưa xác định                          | Chưa xác định                          | Chưa xác định                          | Chưa xác định                          | Chưa xác định                          | Chưa xác định                          |
| 2032          | Chưa xác định                          | Chưa xác định                          | Chưa xác định                          | Chưa xác định                          | Chưa xác định                          | Chưa xác định                          | Chưa xác định                          | Chưa xác định                          |
| Tổng cộng     | 1 lần vòng bảng                        | 1/15                                   | 3                                      | 0                                      | 1                                      | 2                                      | 1                                      | 5                                      |

## Thành tích tại UEFA Nations League
| Mùa giải  | Hạng đấu  | Bảng      | Pld | W | D | L | GF | GA | RK   |
| --------- | --------- | --------- | --- | - | - | - | -- | -- | ---- |
| 2018–19   | D         | 1         | 6   | 0 | 4 | 2 | 2  | 6  | 51st |
| 2020–21   | D         | 1         | 6   | 1 | 4 | 1 | 8  | 4  | 53rd |
| 2022–23   | D         | 1         | 6   | 4 | 1 | 1 | 12 | 5  | 50th |
| Tổng cộng | Tổng cộng | Tổng cộng | 18  | 5 | 9 | 4 | 22 | 15 | 50th |

## Thành tích tại Thế vận hội
| Năm       | Thứ hạng | Trận | Thắng | Hòa | Thua | Bàn thắng | Bàn thua |
| --------- | -------- | ---- | ----- | --- | ---- | --------- | -------- |
| 1924      | 15th     | 1    | 0     | 0   | 1    | 0         | 7        |
| Tổng cộng |          | 1    | 0     | 0   | 1    | 0         | 7        |

## Cầu thủ

### Đội hình hiện tại
Đội hình dưới đây tham dự cúp Baltic 2022.
Số liệu thống kê tính đến ngày 19 tháng 11 năm 2022 sau trận gặp Iceland.
| Số | VT | Cầu thủ                            | Ngày sinh (tuổi)  | Trận | Bàn | Câu lạc bộ          |
| -- | -- | ---------------------------------- | ----------------- | ---- | --- | ------------------- |
|    | TM | Pāvels Šteinbors                   | 22 tháng 9, 1985  | 28   | 0   | RFS                 |
|    | TM | Rihards Matrevics                  | 18 tháng 3, 1999  | 2    | 0   | Valmiera            |
|    | TM | Nils Toms Puriņš                   | 1 tháng 8, 1998   | 0    | 0   | Riga                |
|    |    |                                    |                   |      |     |                     |
|    | HV | Roberts Savaļnieks                 | 4 tháng 2, 1993   | 48   | 2   | Liepāja             |
|    | HV | Igors Tarasovs                     | 16 tháng 10, 1988 | 46   | 2   | Ypsonas             |
|    | HV | Raivis Jurkovskis                  | 7 tháng 12, 1996  | 35   | 0   | Riga                |
|    | HV | Antonijs Černomordijs (đội trưởng) | 26 tháng 9, 1996  | 29   | 1   | Riga                |
|    | HV | Elvis Stuglis                      | 4 tháng 7, 1993   | 9    | 0   | RFS                 |
|    | HV | Vladislavs Sorokins                | 10 tháng 5, 1997  | 5    | 0   | RFS                 |
|    | HV | Daniels Balodis                    | 10 tháng 6, 1998  | 2    | 0   | Valmiera            |
|    | HV | Emīls Birka                        | 25 tháng 4, 2000  | 0    | 0   | Valmiera            |
|    | HV | Iļja Korotkovs                     | 24 tháng 5, 2000  | 0    | 0   | Auda                |
|    | HV | Ivo Minkevičs                      | 28 tháng 6, 1999  | 0    | 0   | Auda                |
|    |    |                                    |                   |      |     |                     |
|    | TV | Artūrs Zjuzins                     | 18 tháng 6, 1991  | 59   | 8   | RFS                 |
|    | TV | Jānis Ikaunieks                    | 16 tháng 2, 1995  | 49   | 11  | KuPS                |
|    | TV | Andrejs Cigaņiks                   | 12 tháng 4, 1997  | 40   | 2   | DAC Dunajská Streda |
|    | TV | Eduards Emsis                      | 23 tháng 2, 1996  | 26   | 1   | Lahti               |
|    | TV | Alvis Jaunzems                     | 16 tháng 6, 1999  | 25   | 0   | Valmiera            |
|    | TV | Aleksejs Saveļjevs                 | 30 tháng 1, 1999  | 8    | 1   | Auda                |
|    | TV | Renārs Varslavāns                  | 23 tháng 8, 2001  | 4    | 0   | RFS                 |
|    | TV | Maksims Toņiševs                   | 12 tháng 5, 2000  | 0    | 0   | Valmiera            |
|    |    |                                    |                   |      |     |                     |
|    | TĐ | Dāvis Ikaunieks                    | 7 tháng 1, 1994   | 42   | 6   | Jablonec            |
|    | TĐ | Roberts Uldriķis                   | 3 tháng 4, 1998   | 38   | 6   | Cambuur             |
|    | TĐ | Raimonds Krollis                   | 28 tháng 10, 2001 | 27   | 3   | Valmiera            |

### Triệu tập gần đây
| Vt | Cầu thủ               | Ngày sinh (tuổi)  | Số trận | Bt | Câu lạc bộ        | Lần cuối triệu tập            |
| -- | --------------------- | ----------------- | ------- | -- | ----------------- | ----------------------------- |
| TM | Roberts Ozols         | 10 tháng 9, 1995  | 15      | 0  | Riga              | v. Azerbaijan, 29 March 2022  |
| TM | Krišjānis Zviedris    | 25 tháng 1, 1997  | 0       | 0  | Liepāja           | v. Andorra, 25 September 2022 |
|    |                       |                   |         |    |                   |                               |
| HV | Kaspars Dubra         | 20 tháng 12, 1990 | 59      | 3  | RFS               | v. Andorra, 25 September 2022 |
| HV | Mārcis Ošs            | 25 tháng 7, 1991  | 20      | 1  | Free agent        | v. Liechtenstein, 6 June 2022 |
| HV | Krišs Kārkliņš        | 31 tháng 1, 1996  | 16      | 0  | Liepāja           | v. Andorra, 25 September 2022 |
|    |                       |                   |         |    |                   |                               |
| TV | Vladimirs Kamešs      | 28 tháng 10, 1988 | 38      | 3  | Riga              | v. Liechtenstein, 6 June 2022 |
| TV | Kristers Tobers       | 13 tháng 12, 2000 | 21      | 0  | Lechia Gdańsk     | v. Andorra, 25 September 2022 |
| TV | Vladislavs Fjodorovs  | 27 tháng 9, 1996  | 14      | 1  | RFS               | v. Azerbaijan, 29 March 2022  |
| TV | Mārtiņš Ķigurs        | 31 tháng 3, 1997  | 12      | 0  | Liepāja           | v. Azerbaijan, 29 March 2022  |
| TV | Daniels Ontužāns      | 7 tháng 3, 2000   | 6       | 0  | SC Freiburg       | v. Kuwait, 25 March 2022 INJ  |
|    |                       |                   |         |    |                   |                               |
| TĐ | Vladislavs Gutkovskis | 2 tháng 4, 1995   | 40      | 11 | Raków Częstochowa | v. Andorra, 25 September 2022 |